# Mata Sy Diallo
Mata Sy Diallo (sinh năm 1945) là một chính trị gia người Sénégal.
Được biết đến như là "con sư tử của Ndoukoumane ", nơi sinh của bà, Diallo đến từ một nền tảng khiêm tốn. Bà bắt đầu sự nghiệp của mình trong chính trị địa phương ở Kaolack trước khi nổi lên trên toàn quốc. Bà phục vụ trong nội các với tư cách là bộ trưởng nhập cư từ năm 1991 đến năm 1992; bà là phó chủ tịch Quốc hội từ năm 1995 đến 2001, và năm 2003 được bầu làm chủ tịch của Mouference National des Femmes de l'Espoir et du Progrès. Bà cũng đã tích cực trong sự lãnh đạo của Đảng Xã hội Sénégal. Bà là thành viên của người Toucouleur, và cũng hoạt động sớm trong sự nghiệp của mình ở Kaffrine.